# Ihor Kalynez

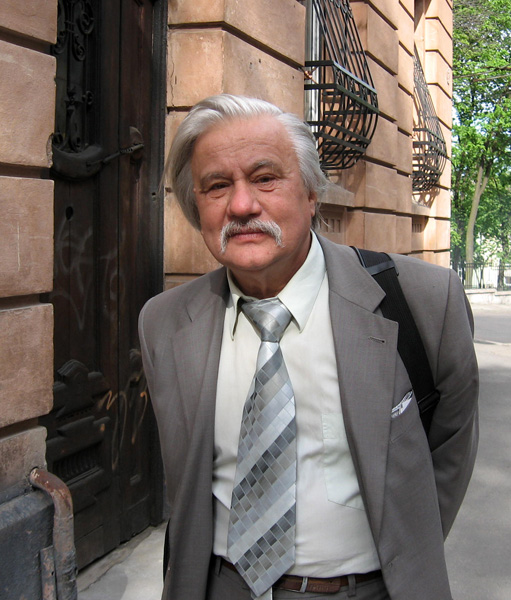
Ihor Kalynez, 2007

Ihor Myronowytsch Kalynez (ukrainisch Ігор Миронович Калинець, wiss. Transliteration Ihor Kalynecʹ; * 9. Juli 1939 in Chodorów, Woiwodschaft Lwów, Polen; † 28. Juni 2025 in Lwiw) war ein ukrainischer Dichter und Schriftsteller. Er war einer der Vertreter der „60er“, Dissident im Selbstverlag und Autor von 17 poetischen Sammelbänden, die zwischen Anfang der 1960er Jahre und 1981 geschrieben wurden. Er war Ehrendoktor der nationalen Iwan-Franko-Universität Lembergs.
Er war mit Iryna Kalynez verheiratet.

## Biografie
Kalynez wurde in Chodoriw bei Lwiw, das damals zu Polen gehörte, geboren. Er studierte von 1956 bis 1961 an der Universität Lemberg Philologie. Nach seinem Abschluss arbeitete er im Hauptarchiv Lwiws. Wegen seiner Beteiligung an einer Dissidentenbewegung wurde er 1972 zu 6 Jahren Haft und 3 Jahren Zwangsexil in der Region Perm verurteilt. Nach seiner Rückkehr nach Lwiw 1981 arbeitete er in der Stefanyk-Bibliothek Lwiw und wirkte ab 1987 zu Zeiten der Perestroika als Redakteur, später als Herausgeber des Magazins «Євшан-зілля».
Seine poetische Tätigkeit bis zur Unabhängigkeit der Ukraine 1991 lässt sich chronologisch in zwei Teile gliedern: neun Bücher vor seiner Verurteilung 1972 (von ihnen wurde in der Ukraine lediglich das erste, Wohonj Kupala, 1966 publiziert, die anderen wurden von ihm selbst publiziert) sowie acht Bücher, die während seiner Haft und seines Exils verfasst wurden (und dann bis 1991 nur als Selbstpublikation existierten). 
1991 wurden zwei Bände seiner Poesie veröffentlicht: Aufgeweckte Muse (Warschau), Versklavte Muse (Baltimore-Toronto). Im selben Jahr wurde ein Sammelband seiner ausgewählten Werke 13 Analogien in der Ukraine veröffentlicht. Auch wurden einige Bücher mit Kindergedichten publiziert, die nicht nur in der Ukraine verkauft wurden, sondern auch in Ländern mit einer bedeutenden Zahl an Ukrainern (Kasachstan, Kanada, USA, Argentinien).

## „Wissen und Nichtwissen über Antonytsch“
Die beiden Ausgaben unterscheiden sich außer im Umschlag, der von westukrainischen modernen Künstlern in den 1930er Jahren hergestellt wurde, darin, dass der Text umfangreicher ist. Außerdem ist die Ausdrucksweise viel direkter und geradliniger. Geschrieben wurde sie auf faktographischem Material. Sie gilt bis heute als wichtigste Quelle für die Biografie eines der wichtigsten ukrainischen Schriftsteller des 20. Jahrhunderts. „Wissen und Nichtwissen über Antonytsch“ beantwortet eine Reihe von Fragen, die sich lange die Leser und Wertschätzer des Schaffens von Bohdan-Ihor Antonytsch stellten und die Kalynez vor dem Erforschen interessierten. Viele im Buch beschriebene Ereignisse (den Fund des Grabs Antonytschs, sowie das Stattfinden von Veranstaltungen zwischen den 1960ern und 1980ern, die der Popularisierung seines Schaffens dienten) erlebte der Autor als ihr Initiator und aktiver Teilnehmer. Die Idee, ein Buch über Antonytsch zu schreiben, hatte Kalynez an dessen 100-jährigem Jubiläum.
An dem Buch beteiligten sich außerdem Danylo Ilnyzkyj und Olha Djadyntschuk. Ilnyzkyj, der Schriftsteller, der die „Vollständige Sammlung der Schaffung“ (Lwiw, 2009) zusammenstellte, schrieb das Kapitel „Universität“.  Djadyntschuk verfasste das Kapitel „Antonytsch in Boratyn“. Boratyn ist eine Siedlung in der Oblast Lwiw, in der Antonytschs Eltern lange lebten (dort sind sie auch begraben) und wo er selbst auch viel Zeit verbracht hatte.
Die Ausgabe beinhaltet folgende Kapitel: „Kindheit“, „Gymnasium“, „Universität“, „Kreis der Ukrainisten“, „ANUM“, „UTB“, „Lewandowka“, „Antonytsch in Boratyn“, „Publikationen“, „Oper Dovbusch“, „Schaffungsprozess“, „Freunde“, „Krankheit“, „Beerdigung“, „Portrait“, „Grab“, „Braut“ und „Archiv“.
Der Wert des Buches liegt in den „Anlagen“ – es sind Artikel von Dmitrij Butschenskij, Walerjan Rewuzkyj, Iryna Kalynez, Iwan Hretschka sowie Briefe von Olha Olijnyk an Vater Josif Kladotschnyj und Mikoli Newrilij, die Dokumente des KGB aus dem Jahr 1987 und die Liste aller Preisträger des Wettbewerbs „Begrüßung des Lebens“ zu Ehren von Bohdan Antonytsch. Das Buch endet mit dem Gedicht eines Teilnehmers dieses Wettbewerbs, einem ukrainischen Dichter namens Roman Tarnawskyj.

## Ehrungen
- 1977 wurde er mit dem Iwan-Franko-Preis von der ukrainischen Diaspora in Chicago geehrt.
- 1992 erhielt Kalynez den Wassyl-Stus-Preis.
- 1992 staatliche ukrainische Auszeichnung Taras-Schewtschenko-Preis für das Buch „13 Analogien“
- 1997 Antonowytsch-Preis
- 2005 Ehrenbürger von Lemberg
- 2008 Orden des Fürsten Jaroslaw des Weisen 5. Klasse für bedeutenden persönlichen Beitrag in die Entwicklung der nationalen Kultur, für schöpferische Tätigkeit und für hohen Professionalismus
- 2009 Orden der Freiheit für bürgerlichen Mut bei der Verteidigung der Ideale der Freiheit und Gerechtigkeit sowie für seine Literaturtätigkeit
- 2017 Internationaler Literaturpreis „Gregorius Skoworoda“ für «Молімось зорям дальнім»[3]
- 2022 Volksdichter der Ukraine[4]

## Ausgewählte Publikationen
- «Знане і незнане про Антонича» [Bekanntes und Unbekanntes über Antonytsch], 2011
- «Небилиці про котика і кицю» [Fabeleien über Katerchen und Kätzchen], 2011
- «Одержимість: Інтерв'ю Юрія Зайцева з Ігорем Калинцем » [Besessenheit (Interview Jurij Saizews mit Ihor Kalynez)], 2002
- «Казки зі Львова» [Märchen aus Lwiw], 1999
- «Терновий колір любові: Мала книжка любовної лірики» [Die dornene Farbe der Liebe: Das kleine Buch der Liebeslyrik], 1998
- «Майже казки, або повернення Діви Марії» [Fast ein Märchen, über die Rückkehr der Jungfrau Maria], 1997
- «Дурні казки» [Alberne Märchen], 1996
- «Пан Ніхто: Довга казка » [Herr Niemand: ein langes Märchen], 1994